# Палавандишвили, Темур Михайлович
Темур Михайлович Палавандишвили (თემურ მიხეილის ძე ფალავანდიშვილი — 26 мая 1940) — советский и грузинский кинорежиссёр.

## Фильмография
- 1965 — «Мимино»
- 1969 — «Девушка и солдат» (новелла в киноальманахе «Мяч, перчатка и капитан»)
- 1969 — «Заходящее солнце» (новелла в киноальманахе «Мяч, перчатка и капитан»)
- 1972 — «Белые камни» (новелла в «одноимённом» киноальманахе)
- 1973 — «Тёплое осеннее солнце»
- 1974 — «Родник у дороги» (новелла в киноальманахе «В тени родных деревьев»)
- 1975 — «Странствующие рыцари»
- 1977 — «Рача, любовь моя»
- 1980 — «Письмо с БАМа»
- 1983 — «Волшебная ночь»
- 1986 — «До луны рукой подать»
- 1990 — «Ох, этот ужасный, ужасный телевизор»